# Passerina ericoides
Passerina ericoides är en tibastväxtart som beskrevs av Carl von Linné. Passerina ericoides ingår i släktet Passerina och familjen tibastväxter. Inga underarter finns listade i Catalogue of Life.